# Tetrabromobisfenol A
Tetrabromobisfenol A, TBBPA – organiczny związek chemiczny będący pochodną bisfenolu A, stosowany głównie jako opóźniacz palenia w przemyśle tworzyw sztucznych i przemyśle elektronicznym. Ze względu na jego potencjalne skutki zdrowotne, w tym neurotoksyczność, stanowi przedmiot badań toksykologicznych.

## Zastosowanie
TBBPA jest powszechnie stosowany jako dodatek zmniejszający palność w laminatach epoksydowych stosowanych w płytkach drukowanych, tworzywach sztucznych czy powłokach ochronnych. Może być używany w postaci reaktywnej (wiążącej się chemicznie z polimerem) lub addytywnej (luźno związanej, co zwiększa ryzyko migracji do środowiska).

## Wpływ na zdrowie i środowisko
TBBPA jest jednym z najczęściej wykrywanych bromowanych środków zmniejszających palność w próbkach środowiskowych, a jego obecność stwierdzono w wodzie, glebie, organizmach zwierząt i ludzi. Wiele badań wskazuje na jego potencjalne działanie toksyczne, w tym na układ nerwowy.

### Neurotoksyczność
TBBPA wykazuje zdolność do zakłócania funkcjonowania układu nerwowego poprzez różne mechanizmy:
- Zaburzenia homeostazy wapniowej – TBBPA może wpływać na kanały wapniowe w neuronach, prowadząc do nieprawidłowego przewodnictwa sygnałów nerwowych[8].
- Zaburzenia funkcji synaptycznych – badania na modelach zwierzęcych sugerują, że związek ten może wpływać na transmisję synaptyczną, zmieniając uwalnianie neuroprzekaźników, takich jak glutaminian i GABA[9][10].
- Indukcja stresu oksydacyjnego – TBBPA zwiększa produkcję reaktywnych form tlenu (ROS) w komórkach nerwowych, co może prowadzić do ich uszkodzenia[11][12].
- Wpływ na rozwój mózgu – u zwierząt eksponowanych na TBBPA w okresie prenatalnym i postnatalnym zaobserwowano zaburzenia w rozwoju mózgu, deficyty poznawcze oraz zmiany w zachowaniu[13].
- Zakłócenia funkcji hormonalnych – TBBPA może działać jako związek endokrynnie czynny, wpływając na aktywność receptorów estrogenowych(inne języki), androgenowych(inne języki) i tarczycowych(inne języki), co ma istotne znaczenie dla neurogenezy i funkcjonowania mózgu[14].

Ze względu na potencjalne ryzyko zdrowotne i środowiskowe, TBBPA podlega regulacjom w wielu krajach. W Unii Europejskiej podjęto działania mające na celu ograniczenie jego stosowania, a w Stanach Zjednoczonych i Azji prowadzone są badania nad jego wpływem na zdrowie publiczne.